# Marek Grausz
Marek Grausz (ur. w 1955 w Toruniu) – polski artysta fotograf. Członek założyciel i Prezes Zarządu Okręgu Toruńskiego Fotoklubu RP.

## Życiorys
Jest autorem i współautorem ok. 500 wystaw środowiskowych, ogólnopolskich i międzynarodowych; indywidualnych, zbiorowych oraz poplenerowych. Fotografuje od 1974 roku. Od 1984 roku zdecydowaną większość prac artystycznych wykonuje w technice „gumy”. Fotografuje krajobraz i architekturę, interesuje się również aktem i portretem. Jest organizatorem, współorganizatorem i uczestnikiem plenerów fotograficznych.
Jest wykładowcą i praktykiem starych technik fotograficznych (dagerotypy, technika bromowa, pigment, przetok bromolejowy). Jest promotorem kilku prac dyplomowych z zakresu fotografii, w technikach szlachetnych. Jego prace zaprezentowano w Almanachu (1995–2017), wydanym przez Fotoklub Rzeczypospolitej Polskiej Stowarzyszenie Twórców, w 2017 roku. W działalności Fotoklubu RP uczestniczył do 2021.
Fotografie Marka Grausza znajdują się w muzeach, galeriach i zbiorach prywatnych w Japonii, Niemczech, Francji, Szwecji, USA, Belgii, Anglii, Danii, Kanadzie, Hiszpanii, Włoszech, Peru, Algierii, Finlandii, Norwegii, Brazylii, Bułgarii, Indiach, Azorach, Australii i Polsce.

## Odznaczenia
- Srebrny Medal „Zasłużony dla Fotografii Polskiej” (1995)[27]
- Odznaka „Zasłużony Działacz Kultury” (1998)[2]
- Odznaka honorowa „Zasłużony dla Kultury Polskiej” (2010)[2]
- Złoty Medal „Zasłużony dla Fotografii Polskiej” (2015)[27]

## Rodzina
Marek Grausz jest mężem polskiej artystki fotograf, członkini Fotoklubu Rzeczypospolitej Polskiej – Doroty Grausz.